# Касандра Костан
Касандра Костан (справжнє прізвище — Гаргала Олександра Костянтинівна (20 травня 1897 року, с. Македонівка,  Донецької області — 19 липня 1939 року, Ленінград, нині С.- Петербург) — українська фольклористка, етнографка, краєзнавиця.

## Біографія
Гаргала Олександра Костянтинівна народилась 20 травня 1897 року у селі Македонівка Донецької області в заможній родині греків. Закінчила Харківський педагогічний технікум. Навчалася у Харківському інституті народної освіти. Працювала учителем та бібліотекарем педагогічного технікуму ім. Г. Сковороди, співробітником відділу східної літератури Харківської державної наукової бібліотеки ім. В. Г. Короленка (1933–1934), закінчила курси східних мов. Ще в студентські роки почала збирати фольклор румеїв. Першу експедицію в грецькі села Маріупольщини О. К. Гаргала здійснила у 1925 році. Педагогічну діяльність жінка поєднувала з дослідженням усної народної творчості народу, взяла участь у трьох наукових експедиціях — в 1926, 1928, 1931 роках. Олександра Гаргала досліджувала народознавство, грецьку літературу. Була одружена зі сходознавцем Андрієм Ковалівським. У 1934 році переїхала з чоловіком в Ленінград, де продовжувала дослідження. Донька, Зоя Андріївна Ковалевська — український метеоролог, співробітниця лабораторії гідрометеорологічного моніторингу Харківської області. Померла 19 липня 1939 року в місті Ленінград (наразі Санкт-Петербург).

## Творча діяльність
Фольклористка брала участь в експедиціях у Приазов'я в складі співробітників секції етнографії кафедри історії української культури під керівництвом Д. І. Багалія (1925, 1926, 1928, 1931 рр). За підсумками експедицій підготувала дослідницькі матеріали. Сфера досліджень Касандри Костан: фольклор і творчість маріупольських греків, питання розвитку грецької літератури, мовознавство, народна медицина. Завдяки їй, збереглися життєписи румейських поетів. Вона познайомила читачів із найстарішою поетесою Приазов'я Ілсивет Хараман. Дослідниця опрацьовувала творчість грецьких поетів, у тому числі: Д. Богадиці, Л. Хонахбея, Ф. Зурнаджі, Х. Папуша, Г. Костоправа, перекладала їхні твори українською мовою. Про грецькі видання вона писала: «За змістом ці видання якнайтісніше ув'язуються з місцевим поточним радянським будівництвом по колективізації, ліквідації куркуля, по переведенню різних кампаній тощо, активізуючи місцеві робкорівські кадри до висвітлення місцевого життя на своїх сторінках». Касандра Костан підготувала детальну біографію народного письменника Лівона Хонагбея і вперше опублікувала його п'єсу під умовною назвою «Грецька національна п'єса». Зібрала велику картотеку лексики румейської мови. Касандра Костан зібрала матеріали для збірника народних назв степових та культурних рослин; вона також долучилась до роботи над укладанням словника сартанського діалекту. Авторка книги «З літератури маріупольських греків», в якій уперше опублікувала твори румейських поетів. Нині архіви К. Костан вважаються втраченими.

## Публікації
- «З літературної творчості маріупольських греків» // «Східний світ», 1928, № 3–4.
- Касандра Костан «З літератури маріупольських греків» — Харків, 1932.
- К. Костан. Літературна творчість греків Маріюпільщини // З літератури маріюпільських греків. Харків : Рух, 1932, с. 18–23.